# Huaguoshan
Huaguoshan är ett stadsdelsdistrikt (jiedao) i stadsdistriktet Haizhou i staden Lianyungang i Kina. Den ligger i provinsen Jiangsu, i den östra delen av landet, omkring 290 kilometer norr om provinshuvudstaden Nanjing. Antalet invånare är 31 437. Befolkningen består av 16 596 kvinnor och 14 841 män. Barn under 15 år utgör 9,0 %, vuxna 15-64 år 84 %, och äldre över 65 år 5,0 %.
Runt Huaguoshan är det tätbefolkat, med 613 invånare per kvadratkilometer. Närmaste större samhälle är Xinpu, 8,2 km sydväst om Huaguoshan. Trakten runt Huaguoshan består till största delen av jordbruksmark.
Genomsnittlig årsnederbörd är 1 098 millimeter. Den regnigaste månaden är juli, med i genomsnitt 341 mm nederbörd, och den torraste är januari, med 10 mm nederbörd.